# 兰德雷希特
兰德雷希特是德国石勒苏益格－荷尔斯泰因州的一个市镇。总面积4.13平方公里，总人口135人，其中男性63人，女性72人（2011年12月31日），人口密度33人/平方公里。